# Glochidion
Genre
Classification phylogénétique
Glochidion est un genre de plantes à fleurs de la famille des Phyllanthaceae.

## Description
Les espèces de Glochidion sont des arbustes ou des arbres, monoïques avec des rameaux plagiotropes. Les feuilles sont entières, alternes à disposition distique.
Les fleurs sont unisexuées sur des inflorescences axillaires, avec un calice formé de 5 ou 6 lobes imbriqués, dépourvues de pétales. Les mâles ont 3 à 8 étamines, les femelles ont un ovaire de 3 à 15 loges et des styles persistants rapprochés en colonne.
Les fruits sont en forme de capsules globuleuses et aplaties, s'ouvrant en autant de loges avec deux graines par loge.

## Distribution
Le genre a plus de 300 espèces réparties en Asie tropicale, en Malaisie, dans le Pacifique Est et en Amérique tropicale.

## Espèces principales
- Glochidion apodogynum
- Glochidion barronense
- Glochidion benthamianum
- Glochidion bourdillonii
- Glochidion calocarpum
- Glochidion christophersenii
- Glochidion carrickii
- Glochidion comitum
- Glochidion disparipes
- Glochidion ellipticum
- Glochidion eriocarpum
- Glochidion ferdinandi
- Glochidion gardneri
- Glochidion grantii (en)
- Glochidion harveyanum
- Glochidion heyneanum
- Glochidion hylandii
- Glochidion insulare
- Glochidion johnstonei
- Glochidion lanceolarium (en)
- Glochidion littorale
- Glochidion lobocarpum
- Glochidion longfieldiae (en)
- Glochidion moonii
- Glochidion obovatum
- Glochidion orientalis
- Glochidion papenooense (en)
- Glochidion pauciflorum
- Glochidion perakense
- Glochidion philippicum
- Glochidion pitcairnense
- Glochidion pruinosum
- Glochidion puberum (en)
- Glochidion pungens
- Glochidion raivavense (en)
- Glochidion ramiflorum
- Glochidion rapaense (en)
- Glochidion rubrum
- Glochidion seemannii
- Glochidion sessiliflorum
- Glochidion sisparense
- Glochidion stellatum
- Glochidion stylosum
- Glochidion sumatranum (en)
- Glochidion symingtonii
- Glochidion taitense (en)
- Glochidion temehaniense (en)
- Glochidion tomentosum
- Glochidion tooviianum (en)
- Glochidion wilsonii
- Glochidion xerocarpum
- Glochidion zeylanicum

## Écologie
Les espèces de Glochidion sont des plantes alimentaires pour les larves de certaines espèces de lépidoptères, notamment Aenetus eximia (en) et Endoclita damor (en).
Les Glochidion sont remarquables dans les domaines de la biologie de la pollinisation et de la coévolution, car elles ont un mutualisme spécialisé avec les papillons de nuit du genre Epicephala : les papillons pollinisent activement les fleurs, garantissant ainsi que l'arbre puisse produire des graines viables, mais ils pondent également dans les ovaires des fleurs, où leurs larves consomment un sous-ensemble des graines en développement pour se nourrir. D'autres espèces d’Epicephala sont des pollinisateurs et, dans certains cas, des prédateurs non pollinisateurs de graines de certaines espèces de plantes des genres Phyllanthus et Breynia, toutes deux étroitement apparentées à Glochidion.
L'espèce est-asiatique Glochidion puberum a été naturalisée à plusieurs endroits dans l’État américain de l'Alabama.

## Médecine
Les Nicobariens ont attesté les propriétés médicinales de G. calocarpum, affirmant que son écorce et ses graines sont les plus efficaces pour soigner les troubles abdominaux associés à l'amibiase.

## Source de la traduction
- (en) Cet article est partiellement ou en totalité issu de l’article de Wikipédia en anglais intitulé « Glochidion » (voir la liste des auteurs).